# Jérôme K. Jérôme Bloche
Pour les articles homonymes, voir Bloche.
Jérôme K. Jérôme Bloche est une série de bande dessinée policière française créée par le dessinateur Alain Dodier et les scénaristes Serge Le Tendre et Pierre Makyo. Elle est publiée depuis 1982 dans Spirou et éditée depuis 1985 chez Dupuis. A partir du tome 6, Alain Dodier réalise seul scénario et dessin. À partir du tome 10, il est rejoint par Cerise pour les couleurs.

## Synopsis
Jérôme est un jeune détective privé qui, avec l'aide de sa fiancée hôtesse de l'air Babette, dénoue les vies et les énigmes. La recherche de la vérité est son seul moteur, il ne porte pas de jugement moral. Il ne livre pas systématiquement le coupable à la police. Les histoires sont complètement intégrées dans l'époque contemporaine. Le quartier où habite Jérôme, ses amis, ou encore sa fiancée, forment un ensemble homogène qui se construit au fur et à mesure des albums. Chaque album emmène le lecteur à la découverte de nouveaux personnages dont les deux héros cherchent à comprendre les vies pour découvrir l'explication de l'énigme. La plupart des histoires se situent à Paris, à quelques exceptions près comme le tome 22 Mathias où Jérôme ira aussi à Versailles et au Mans. D'autres histoires se déroulent dans le Nord, région d'origine d'Alain Dodier, le dessinateur : à Bergues (À la vie, à la mort), ou dans les dunes des plages du Nord (Le Vagabond des dunes).
La série existe depuis de nombreuses années et même si les personnages et l'environnement restent les mêmes, l'auteur réussit à créer de la nouveauté et de l'inattendu à chaque nouvelle histoire. Comme le note A.Perroud pour le tome 29 Perpétuité: « Tel un vieux pull un peu déformé et tellement confortable, l'immersion dans ces planches se fait avec plaisir et facilité. Style totalement abouti, cent pour cent efficace, le tout doté d’un capital sympathie énorme : quarante ans de carrière, c’est aussi ça ».

## Style
Alain Dodier travaille à l'encre de chine sur du papier. Son dessin est considéré comme du réalisme classique et comme le note Herni Filippini pour le tome 25 Aïna: « Ceux qui apprécient le détective à Solex seront comblés par cette nouvelle aventure méticuleusement mise en images avec ce réalisme classique qui vous emporte tout au long de pages superbes. Un beau travail d'artisan et c'est un immense compliment ». Ce travail inclut l'utilisation de rustines, cases corrigées, redessinées et collées sur la planche d'origine.
À sa sortie, l'album Un petit coin de paradis est vendu avec un CD-ROM contenant un certain nombre d'anecdotes, d'images et de photos concernant sa réalisation. On apprend entre autres que la plupart des décors et des véhicules sont dessinés directement d'après des photos. Le café où Jérôme se rend plusieurs fois est une copie quasi-conforme d'un café du centre-ville de Dunkerque.

## Les personnages

### Personnages principaux
Jérôme K. Jérôme BlocheDétective privé aux cheveux roux, il est passionné par tout ce qui concerne les enquêtes policières. Le nom du personnage est inspiré de celui de l'écrivain anglais Jerome K. Jerome. Il collectionne les cassettes de sirènes de voiture de police du monde entier que lui rapporte Babette (tome 1). Enfant, il choisissait toujours la voiture de police sur le manège du parc tenu par Monsieur Josine. Il a suivi des cours de détective par correspondance au CFFP, sous la direction du professeur Maison.
Il aime rentrer dans son appartement par la fenêtre en passant par l'immeuble accolé au sien et par les toits (tome 10). Il habite à Paris. D'abord au 39, rue des Orteaux dans le XXe arrondissement (tome 5), puis à partir du tome 6, près de Montmartre au 39, rue Francœur dans le XVIIIe arrondissement. La station de métro proche de son domicile est Lamarck - Caulaincourt (ligne 12). Son appartement se situe au dernier étage de l'immeuble. Dans le tome 12 (Le Gabion) son appartement se situe au sixième étage du 11, rue Saint-Martin dans le 4e arrondissement, près de l'église Saint-Merri, dont on voit les baies latérales à la page 4. Il ne supporte pas l'alcool et préfère prendre un citron pressé sans eau et sans sucre. Il porte en permanence un imperméable et un chapeau. Il se déplace à Solex, car il n'arrive pas à avoir son permis B, mais il a le permis moto.
Babette (alias Élisabeth Kalouguine)C'est la petite amie de Jérôme. Elle est hôtesse de l'air de la compagnie Air France. Enfant, alors que Jérôme choisissait la voiture de police, elle choisissait l'avion sur le manège du parc (tome 1). Si Jérôme est celui qui dénoue les intrigues, Babette incarne le sens pratique. De plus, Jérôme n'ayant pas le permis de conduire, c'est Babette qui pilote Capucine (la deux-chevaux). Son rôle prend de l'importance au fur et à mesure des albums. Elle est même le héros numéro un dans l'album L'Absent (tome 9). Elle habite également dans le XVIIIe arrondissement de Paris, à une adresse pas complètement déterminée. Pour ancrer ses intrigues au plus près du quotidien de ses personnages principaux, Dodier a modifié la situation conjugale des parents de Babette. Dans l'album Zelda, le père et la mère de Babette vivent ensemble : Jérôme peut appeler les parents de Babette et parler au téléphone avec le père de celle-ci (planche 42, cases 5 et 6 : « Ses parents pourront me dire où je pourrai la joindre… Allô ! M. Kalouguine ?… Ici, Jérôme ! ») ; en revanche, dans Post Mortem la mère de Babette est morte depuis plusieurs années et son père a disparu du domicile conjugal quand Babette était encore un bébé (planche 7, case 1). La réapparition soudaine de ce père qu'elle croyait mort joue un rôle dans les événements sur lesquels Jérôme est en train d'enquêter.

### Personnages secondaires
Madame ZeldaSon vrai prénom est Carole (tome 6), elle est voyante extra-lucide et ancienne actrice. Elle habite l'appartement en dessous de celui de Jérôme. Elle est veuve d'un diplomate. Elle embauche parfois Jérôme pour l'aider à préparer une consultation.
Madame RoseLa concierge de l'immeuble où habite Jérôme. Femme robuste et intègre, elle entretient une relation amoureuse avec René, le facteur.
Burhan Seif el DinL'épicier du quartier, commerce ouvert sept jours sur sept. Il est président de l'association Les Enfants de là-bas, et père d'une famille nombreuse. Il apparaît à partir de l'album Un bébé en cavale (tome 10). Il déteste qu'on l'appelle Ahmed, surnom dont la plupart des habitants du quartier l'affublent.
Oncle SébastienL'oncle de Jérôme, seul membre direct connu de sa famille, il est austère et irascible. Il habite à Bergues avec sa femme et sa mère et dirige une société d'import-export.
ArthurL'ami de Jérôme, curé à Paris. Apparaît tardivement (La Marionnette), il est d'ailleurs intéressant de constater qu'il est intégré directement dans la série comme s'il était un ami de longue date de Jérôme alors qu'il débarque de nulle part. Il se déplace en Renault 4 CV et possède une vieille moto Terrot.
Commissaire BlommelUn policier qui enquête et que croise Jérôme. Le personnage ressemble physiquement au commissaire Bourrel du feuilleton télévisé Les Cinq Dernières Minutes.

### Prépublication dansSpirou
- L'Ombre qui tue, Spirou Album plus no 4, décembre 1982 (récit complet de 46 pages publié en une seule livraison)
- Les Êtres de papier, no 2384-2387, 1983 (récit à suivre)
- À la vie, à la mort, no 2428 -2431, 1984 (récit à suivre)
- Passé recomposé, no 2511-2514, 1986 (récit à suivre)
- L'Anniversaire, no 2516, 1986 (récit complet, 4 pages)
- Le Jeu de trois, no 2577-2584, 1987 (récit à suivre)
- Zelda, no 2658-2668, 1989 (récit à suivre)
- Pension complète, no 2748-2762, 1990 (récit à suivre)
- Le Vagabond des dunes, no 2829-2839, 1992 (récit à suivre)
- L'Absent, no 2884-2892, 1993 (récit à suivre)
- Un bébé en cavale, no 2947-2956, 1994 (récit à suivre)
- Le Cœur à droite, no 3020-3030, 1996 (récit à suivre)
- Le Gabion, no 3092-3102, 1997 (récit à suivre)
- Le Pacte, no 3150-3160, 1998 (récit à suivre)
- Un fauve en cage, no 3208-3221, 1999 (récit à suivre)
- La Comtesse, no 3276-3287, 2001 (récit à suivre)
- La Lettre, no 3333-3346, 2002 (récit à suivre)
- L'Orpheline, no 3397-3409, 2003 (récit à suivre)
- Un petit coin de paradis, no 3486-3494, 2005 (récit à suivre)
- Un chien dans un jeu de quilles, no 3561-3568, 2006 (récit à suivre)
- Fin de contrat, no 3618-3625, 2007 (récit à suivre)
- Déni de fuite, no 3723-3728, 2009 (récit à suivre)
- Mathias, no 3791-3797, 2010 (récit à suivre)
- Post Mortem, no 3870-3875, 2012 (récit à suivre)
- L'Ermite, no 3970-3975, 2014 (récit à suivre)
- Aïna, no 4058-4065, 2016 (récit à suivre)
- Le Couteau dans l'arbre, no 4139-4144, 2017 (récit à suivre)
- Contrefaçons, no 4247-4257, 2019 (récit à suivre)

### Série
| Jérôme K. Jérôme Bloche - 1 L'Ombre qui tue, Dupuis, Marcinelle, juillet 1985 Scénario : Pierre Makyo, Serge Le Tendre - Dessin : Alain Dodier - 2 Les Êtres de papier, Dupuis, Marcinelle, octobre 1985 Scénario : Pierre Makyo, Serge Le Tendre - Dessin : Alain Dodier - 3 À la vie, à la mort, Dupuis, Marcinelle, juin 1986 Scénario : Pierre Makyo - Dessin : Alain Dodier - 4 Passé recomposé, Dupuis, Marcinelle, octobre 1986 Scénario et dessin : Alain Dodier - 5 Le Jeu de trois, Dupuis, Marcinelle, novembre 1987 Scénario : Pierre Makyo - Dessin : Alain Dodier - 6 Zelda, Dupuis, Marcinelle, août 1989 Scénario, dessin et couleurs : Alain Dodier - 7 Un oiseau pour le chat, Dupuis, Marcinelle, mai 1991 Scénario et dessin : Alain Dodier - 8 Le Vagabond des dunes, Dupuis, Marcinelle, septembre 1992 Scénario et dessin : Alain Dodier - 9 L'Absent, Dupuis, Marcinelle, novembre 1993 Scénario et dessin : Alain Dodier - 10 Un bébé en cavale, Dupuis, Marcinelle, janvier 1995 Scénario et dessin : Alain Dodier - Couleurs : Cerise - 11 Le Cœur à droite, Dupuis, Marcinelle, juin 1996 Scénario et dessin : Alain Dodier - Couleurs : Cerise - 12 Le Gabion, Dupuis, Repérages, Marcinelle, octobre 1997 Scénario et dessin : Alain Dodier - Couleurs : Cerise - 13 Le Pacte, Dupuis, Repérages, Marcinelle, octobre 1998 Scénario et dessin : Alain Dodier - Couleurs : Cerise - 14 Un fauve en cage, Dupuis, Repérages, Marcinelle, mai 2000 Scénario et dessin : Alain Dodier - Couleurs : Cerise - 15 La Comtesse, Dupuis, Repérages, Marcinelle, mai 2001 Scénario et dessin : Alain Dodier - Couleurs : Cerise - 16 La Lettre, Dupuis, Repérages, Marcinelle, juin 2002 Scénario et dessin : Alain Dodier - Couleurs : Cerise - 17 La Marionnette, Dupuis, Repérages, Marcinelle, octobre 2003 Scénario et dessin : Alain Dodier - Couleurs : Cerise - 18 Un petit coin de paradis, Dupuis, Repérages, Marcinelle, avril 2005 Scénario et dessin : Alain Dodier - Couleurs : Cerise - 19 Un chien dans un jeu de quilles, Dupuis, Repérages, Marcinelle, août 2006 Scénario et dessin : Alain Dodier - Couleurs : Cerise - 20 Fin de contrat, Dupuis, Repérages, Marcinelle, octobre 2007 Scénario et dessin : Alain Dodier - Couleurs : Cerise - 21 Déni de fuite, Dupuis, Repérages, Marcinelle, octobre 2009 Scénario et dessin : Alain Dodier - Couleurs : Cerise - 22 Mathias, Dupuis, Grand Public, Marcinelle, février 2011 Scénario et dessin : Alain Dodier - Couleurs : Cerise - 23 Post Mortem, Dupuis, Grand Public, Marcinelle, octobre 2012 Scénario et dessin : Alain Dodier - Couleurs : Cerise - 24 L'Ermite, Dupuis, Grand Public, Marcinelle, août 2014 Scénario et dessin : Alain Dodier - Couleurs : Cerise - 25 Aïna, Dupuis, Grand Public, Marcinelle, mars 2016 Scénario et dessin : Alain Dodier - Couleurs : Cerise - 26 Le Couteau dans l'arbre, Dupuis, Grand Public, Marcinelle, octobre 2017 Scénario et dessin : Alain Dodier - Couleurs : Cerise - 27 Contrefaçons, Dupuis, Grand Public, Marcinelle, octobre 2019 Scénario et dessin : Alain Dodier - Couleurs : Cerise - 28 Et pour le pire, Dupuis, Grand Public, Marcinelle, mars 2022 Scénario et dessin : Alain Dodier - Couleurs : Cerise - 29 Perpétuité, Dupuis, Grand Public, Marcinelle, octobre 2024 Scénario et dessin : Alain Dodier - Couleurs : Cerise |

### Intégrales
- Volume 1[9], Dupuis, Repérages, Marcinelle, septembre 2007
Scénario : Pierre Makyo, Serge Le Tendre - Dessin : Alain Dodier -  (ISBN 978-2-8001-3994-4)
- Volume 2[10], Dupuis, Repérages, Marcinelle, septembre 2007
Scénario et dessin : Alain Dodier -  (ISBN 2-8001-3996-X)
- Volume 3'[11], Dupuis, Repérages, Marcinelle, novembre 2007
Scénario et dessin : Alain Dodier -  (ISBN 978-2-8001-3997-5)

## Autour de la série
- La BD de case en classe consacre un tome au Genre noir et BD policière et prend pour fil conducteur la série Jerome K. Jerome Bloche. Cette collection est publiée par le Scérén/CRDP de Poitou-Charentes  (ISBN 2-86632-575-3).

## Récompenses
- Festival d'Angoulême 1997 : Alph-Art jeunesse 9-11 ans[réf. souhaitée] pour Le Cœur à droite
- Festival d'Angoulême 2010 : Prix de la série[12] pour Déni de fuite
- Festival Polar de Cognac : Polar 2014 de la meilleure série francophone de BD[13]
- 2018 : Prix Diagonale de la meilleure série[14].

### Documentation
- Alain Dodier (entretien avec Stephan Caluwaerts, André Taymans et Philippe Wurm), À propos de Jérôme K. Jérôme Bloche, Nautilus, coll. « À propos », 2002.
- Patrick Gaumer, « Jérôme K. Jérôme Bloche », dans Dictionnaire mondial de la BD, Paris, Larousse, 2010 (ISBN 9782035843319), p. 450-451.
- Jean-Pierre Fuéri, « Jérôme K. Jérôme Bloche t.20 : Jérôme, l'immortel », dBD, no 17,‎ octobre 2007, p. 24.
- Alain Dodier (interviewé) et Jean-Pierre Fuéri, « Dodier : Jérôme, sweet Jérôme », dBD, no 17,‎ octobre 2007, p. 82-86.